# Бландинсвил (Илиноис)
Бландинсвил (енгл. Blandinsville) град је у америчкој савезној држави Илиноис.

## Демографија
По попису из 2010. године број становника је 651, што је 126 (-16,2%) становника мање него 2000. године.
| Група             | 2000.       | 2010.       |
| Белци             | 765 (98,5%) | 638 (98,0%) |
| Афроамериканци    | 0 (0,0%)    | 0 (0,0%)    |
| Азијати           | 1 (0,1%)    | 3 (0,5%)    |
| Хиспаноамериканци | 6 (0,8%)    | 4 (0,6%)    |
| Укупно            | 777         | 651         |